# Gatteville-le-Phare
Gatteville-le-Phare é uma comuna francesa na região administrativa da Normandia, no departamento Mancha. Estende-se por uma área de 9,75 km². Em 2010 a comuna tinha 507 habitantes (densidade: 52 hab./km²).